# Résolution 1613 du Conseil de sécurité des Nations unies
Membres permanents
- Chine
- États-Unis
- France
- Royaume-Uni
- Russie

Membres non permanents
- Algérie
- Argentine
- Bénin
- Brésil
- Danemark
- Grèce
- Japon
- Philippines
- Roumanie
- Tanzanie

Résolution no 1612 Résolution no 1614
La résolution 1613 du Conseil de sécurité des Nations Unies, adoptée à l'unanimité le 26 juillet 2005, après avoir rappelé les résolutions 827 (1993), 1166 (1998), 1329 (2000), 1411 (2002), 1431 (2002), 1481 (2003), 1503 (2003), 1534 (2004) et 1597 (2005), a transmis une liste de candidats aux postes de juges temporaires du Tribunal pénal international pour l'ex-Yougoslavie (TPIY) à l'Assemblée générale pour examen.
La liste des 34 candidats reçue par le Secrétaire général Kofi Annan, bien en deçà du minimum requis par le Statut du TPIY, était la suivante :
- Tanvir Bashir Ansari (Pakistan)
- Melville Baird (Trinité-et-Tobago)
- Frans Bauduin (Pays-Bas)
- Giancarlo Roberto Belleli (Italie)
- Ishaq Usman Bello (Nigéria)
- Ali Nawaz Chowhan (Pakistan)
- Pedro David (Argentine)
- Ahmad Farawati (République arabe syrienne) * Elizabeth Gwaunza (Zimbabwe)
- Burton Hall (Bahamas)
- Frederik Harhoff (Danemark)
- Frank Höpfel (Autriche)
- Tsvetana Kamenova (Bulgarie)
- Muhammad Muzammal Khan (Pakistan)
- Uldis Kinis (Lettonie)
- Raimo Lahti (Finlande)
- Flavia Lattanzi (Italie)
- Antoine Mindua (République démocratique du Congo)
- Jawdat Naboty (République arabe syrienne)
- Janet Nosworthy (Jamaïque)
- Chioma Egondu Nwosu-Iheme (Nigéria)
- Prisca Matimba Nyambe (Zambie)
- Michèle Picard (France)
- Brynmor Pollard (Guyana)
- Árpád Prandler (Hongrie)
- Kimberly Prost (Canada)
- Sheikh Abdul Rashid (Pakistan)
- Vonimbolana Rasoazanany (Madagascar)
- Ole Bjørn Støle (Norvège)
- Krister Thelin (Suède)
- Klaus Tolksdorf (Allemagne)
- Stefan Trechsel (Suisse)
- Abubakar Bashir Wali (Nigéria)
- Tan Sri Dato Lamin Haji Mohd Yunus (Malaisie)

## Voir également
- Guerres de Yougoslavie